# Carole Jordan
Carole Jordan, née le 19 juillet 1941, est une physicienne, astrophysicienne, astronome et universitaire britannique. Actuellement, elle est professeur émérite d'astrophysique à l'université d'Oxford et membre émérite au Somerville College d'Oxford. De 1994 à 1996, elle a été présidente de la Royal Astronomical Society ; elle a été la première femme à occuper ce poste. Elle a remporté la médaille d'or de la Royal Astronomical Society en 2005 ; elle n'était que la troisième femme récipiendaire après Caroline Herschel en 1828 et Vera Rubin en 1996. Elle a dirigé le Centre Rudolf Peierls de physique théorique à l'université d'Oxford de 2003 à 2004 et de 2005 à 2008, et a été l'une des premières femmes professeurs d'astronomie en Grande-Bretagne. Elle a été nommée dame commandeur de l'ordre de l'Empire britannique en 2006 pour services rendus à la physique et à l'astronomie.

## Éducation
Carole Jordan a fait ses études au Harrow County School for Girls (en) et à l'University College de Londres ; elle a obtenu son Bachelor of Science en 1962 et son doctorat en 1965. Son premier article, rédigé alors qu'elle était encore étudiante, portait sur la distorsion des cratères lunaires.
Ses études de doctorat sous la direction de Clabon Allen (en) ont ouvert un nouveau domaine en physique atomique et comprenaient l'identification du fer et d'autres raies dans le spectre ultraviolet extrême solaire et l'expérience ZETA (en), les premiers calculs d'équilibre d'ionisation, le développement de méthodes de diagnostic de densité utilisant les lignes de fer, calcul des abondances relatives des éléments et modélisation à partir des distributions des mesures d’émission.
Son premier article sur la recherche coronale, The Relative Abundance of Silicon Iron and Nickel in the Solar Corona (« L'abondance relative du silicium, du fer et du nickel dans la couronne solaire » en français) a été publié en 1965.

## Travaux scientifiques
Jordan a calculé l'équilibre d'ionisation des éléments, y compris les effets de la recombinaison di-électronique dépendant de la densité, les niveaux de populations d'ions, et a combiné cela avec les résultats d'observation du Soleil et des étoiles. Grâce à ses travaux sur les spectres ultraviolets de Skylab, la compréhension des ions de type He a été approfondie. Cela a eu des implications pour le développement d'applications, comme les lasers à rayons X. Les diagnostics de densité électronique et de densité de température, combinés à l'analyse des mesures d'émission développée par elle, ont donné de nouvelles informations sur les chromosphères des étoiles froides, des étoiles variables de type T Tauri et du Soleil, pour n'en nommer que quelques-unes. L’éclipse solaire du 7 mars 1970 (en) lui a permis d’identifier des raies interdites jusqu’alors inconnues dans le Soleil. Après le lancement du satellite International Ultraviolet Explorer en 1978, elle s'est tournée vers la couronne stellaire (en) et l'activité chromosphérique. Sa connaissance de l'activité solaire lui a permis de contribuer au développement de cette nouvelle branche de l'astrophysique et d'identifier également de nombreux éléments dans les spectres stellaires. Depuis 1980 environ, elle est un membre clé de presque toutes les équipes, au Royaume-Uni, en Europe et aux États-Unis, concernées par le développement et l'utilisation d'instruments pour l'étude des spectres ultraviolets et de rayons X du Soleil et du Soleil. étoiles.

## Carrière
- Associée de recherche au Joint Institute for Laboratory Astrophysics, université du Colorado à Boulder, 1966[11].
- Maître de conférences adjoint au département d'astronomie, UCL, rattaché à la division de spectroscopie du laboratoire Culham (UKAEA), 1966 à 1969.

Pendant ce temps, elle a complété ses calculs de bilan d'ionisation et l'identification de certaines raies de transition interdite. En 1969, elle a commencé à concevoir des méthodes pour obtenir la structure de la région de transition solaire.
- Unité de recherche en astrophysique au laboratoire Culham :
  - Assistant de recherche postdoctoral de 1969 à 1971,
  - Agent scientifique principal de 1971 à 1973,
  - Responsable scientifique principal de 1973 à 1976.
- Membre des sciences naturelles, Somerville College, à Oxford, de 1976 à aujourd'hui.
- Université d'Oxford : lecteur en physique (de 1994 à 1996), professeur de physique (de 1996 à aujourd'hui), directeur du Centre Rudolf Peierls de physique théorique (de 2003 à 2008) et professeur émérite (de 2008 à aujourd'hui).

Elle a publié des articles sur la spectroscopie astrophysique du plasma et sur la structure et le bilan énergétique des couronnes d'étoiles froides.
Carole Jordan expose sa photo à la National Portrait Gallery en reconnaissance de ses réalisations professionnelles.

## Affiliations
- Royal Astronomical Society : membre (1966) ; secrétaire (1981 de 1990) ; vice-président (de 1990 à 1991 et de 1996 à 1997) et président (de 1994 à 1996).
- Membre de l'Union astronomique internationale (1967).
- Rédacteur en chef à The Observatory (de 1968 à 1973).
- Membre de l'Institute of Physics (1973).
- Membre de la Royal Society (1990).
- Membre du Conseil de recherche en sciences et en ingénierie de 1985 à 1990 (président du Comité du Système solaire (de 1983 à 1986) ; membre du Conseil d'astronomie, de l'espace et de la radio (de 1979 à 1986) ; membre du Conseil d'astronomie et des sciences planétaires (de 1986 à 1990)).
- Membre du Conseil de recherche en physique des particules et en astronomie (de 1994 à 1997).

## Dame Commander
Carole Jordan a été créée dame commandeur de l'ordre de l'Empire britannique le 17 juin 2006.